# Удивительное путешествие доктора Дулиттла
«Удивительное путешествие доктора Дулиттла» (англ. Dolittle, изначальным названием являлось The Voyage of Doctor Dolittle) — американская приключенческая комедия 2020 года в жанре фэнтези режиссёра Стивена Гейгана, снятая по сценарию Гейгана и Томаса Шеперда. Фильм основан на одноимённом романе Хью Лофтинга и рассказывает о приключениях ветеринара, умеющего разговаривать с животными.
Это третья экранизация данного произведения, после фильма 1967 года и серии фильмов, выходившей с 1998 по 2009 год. Главную роль сыграл Роберт Дауни-младший, во второстепенных ролях снялись Антонио Бандерас и Майкл Шин.
Компания Universal Pictures выпустила «Дулиттла» в американский прокат 17 января 2020 года. Фильм собрал 250 млн долларов, заняв седьмое место в списке самых кассовых фильмов 2020 года, однако стал кассовым провалом, принеся Universal убытки в 100 млн долларов.

## Сюжет
7 лет назад эксцентричный доктор Джон Дулиттл, знаменитый врач-ветеринар, умеющий разговаривать на языке животных, живущий в викторианской Англии, потерял свою жену Лили Дулиттл. С тех пор он укрывается за высокими стенами своего поместья в компании экзотических животных. Но когда королева тяжело заболевает, доктор Дулиттл в поисках лекарства вынужден отправиться в невероятное путешествие к мифическому острову. Ему придётся проявить мужество и смекалку при встречах со старыми врагами и знакомствах с диковинными существами.

## В ролях
В фильме задействовано свыше 80 актёров, не считая актёров массовки.
- Роберт Дауни мл. — доктор Джон Дулиттл, ветеринар, обладающий способностью разговаривать с животными.
- Антонио Бандерас — король Расоулли, отец Лили Дулиттл.
- Майкл Шин — доктор Блэр Мадфлай, школьный друг Дулиттла и его соперник.
- Джим Бродбент — лорд Томас Бэджли.
- Джесси Бакли — королева Виктория, королева Великобритании.
- Гарри Коллетт — Томми Стаббинс, самопровозглашённый ученик Дулиттла.
- Кася Смутняк — Лили Дулиттл, покойная жена Дулиттла.
- Кармел Лэниадо — леди Роуз, принцесса и подруга Томми.
- Ральф Айнесон — Арнал Стаббинс, дяди Томми и любимый сапожник Дулиттла.
- Джоанна Пейдж — Бетан Стаббинс, тетя Томми.
- Сонни Эшборн Серкис — Арнал Стаббинс-младший, двоюродный брат Томми.
- Оливер Крис — сэр Гаретх
- Клайв Фрэнсис (англ. Clive Francis) — архиепископ
- Павел Головатый (англ. Paul Holowaty) — военный моряк
- Марк Умберс (англ. Mark Umbers) — лейтенант
- Давид Шейнкопф (англ. David Sheinkopf) — дон Карпентерино
- Клайв Брант (англ. Clive Brunt) — офицер полиции
- Тоня Корнелиссе (англ. Tonya Cornelisse) — продавец молока на острове

### Актёры озвучивания
- Эмма Томпсон — Полинезия, мудрая и упрямая сине-жёлтая ара, самый надёжный советник Дулиттла.
- Рами Малек — Чи-Чи, сердитая, но благородная горилла.
- Джон Сина — Йоши, белый медведь, который носит вязаную шапочку и препирается с Плимптоном.
- Кумэйл Нанджиани — Плимптон, циничный и суетливый страус, который носит чулки и ссорится с Йоши.
- Октавия Спенсер — Кря-Кря, сумасшедшая утка с железной лапой.
- Том Холланд — Джип, верный пёс, который носит очки.
- Крейг Робинсон — белка Кевин.
- Рэйф Файнс — Барри, свирепый тигр с золотыми клыками.
- Селена Гомес — Бетси, дружелюбный жираф.
- Марион Котийяр — Туту, лисица-француженка, которая дружит с Бетси.
- Фрэнсис де ла Тур — Гинко-парящая, огнедышащий дракон, охраняющий волшебный фрукт.
- Джейсон Мандзукас — Джеймс, остроумная стрекоза.
- Келли Стейблс — мышь.
- Скотт Менвилл (англ. Scott Menville) — кочевой муравей.

## Производство

### Подбор актёров
20 марта 2017 года было объявлено, что Роберт Дауни-мл. сыграет главную роль в художественном фильме «Путешествие доктора Дулиттла» по мотивам одноимённого романа Хью Лофтинга. В декабре 2017 года к актёрскому составу присоединились Гарри Коллетт и Джим Бродбент. В феврале 2018 года роли фильме получили Антонио Бандерас и Майкл Шин, а Том Холланд, Эмма Томпсон, Рэйф Файнс, Селена Гомес было поручено озвучивание анимационных персонажей. В марте 2018 года был опубликован полный список основного состава: к актёрам озвучания добавились Кумэйл Нанджиани, Октавия Спенсер, Рами Малек, Крэйг Робинсон, Марион Котийяр, Кармен Эджого и Фрэнсис де ла Тур.

### Съёмки
Основное производство фильма началось в середине февраля 2018 года. Натурные съёмки проходили в мае 2018 года в Киркби Лонсдейле, Камбрия (Англия), а в июне 2018 года — в Большом Виндзорском парке в Виндзоре (Англия) и на Висячем мосту через Менай в Уэльсе.